# Tuổi dại
Tuổi dại (tiếng Anh: Green age) là một phim ca nhạc do Thái Thúc Hoàng Điệp đạo diễn, Thái Thúc Nha soạn kịch, xuất phẩm thập niên 1980 tại Nam California và Paris.

## Lịch sử
Trong không khí tưng bừng của phong trào Nhạc Trẻ, điện ảnh Việt Nam Cộng hòa bắt đầu tìm hướng thể hiện mới để phản ánh chân thực thời đại. Bộ phim được coi như sự tiếp nối mạch thành công của Loan mắt nhung (1970), Tiếng hát học trò (1970), Yêu (1971), Lệ đá (1971), Thế giới nhạc trẻ (1971), Người cô đơn (1972), Vết chân hoang (1973), Xin đừng bỏ em (1973), Hoa mới nở (1973), Trường tôi (1973), Vĩnh biệt tình hè (1974)... nhưng nội dung không quá bi lụy, tập trung khai thác những âu lo của giới trẻ về hôm nay và ngày mai. Bối cảnh phim cũng không thể hiện sức nóng hừng hực của chiến tranh, mà chỉ có cơn gió mát lành do tình yêu và âm nhạc quyện lại.

## Nội dung
Tuyến truyện chính xoay quanh mối tình tay ba Dzũng – Linh – Ngọc, kèm theo những quan hệ bạn bè trong giới trẻ Sài Gòn những năm cuối cuộc chiến.
Trong một chuyến đi chơi Vũng Tàu, Dzũng (thủ lĩnh ban nhạc giựt) giới thiệu cho cậu bạn thân Ngọc quen với Linh – người mà Dzũng coi là vợ sắp cưới. Trong tiệc sinh nhựt ở nhà Linh, Linh dứt khoát nói không với tình cảm của Dzũng.
Từ chỗ quý mến bản tính nhu mì giản dị của Ngọc, Linh bắt đầu tìm anh ở các chốn anh hay qua, rồi cả hai lao vào yêu nhau như hai kẻ điên dại. Trong khi đó, Dzũng bắt đầu cảm thấy có cái gì nồng ấm bất thường trong ánh nhìn của Linh với Ngọc, nhưng anh phải tạm gác lại vì ban nhạc có nguy cơ đổ bể.
Sau khi Linh nói lời cuối, Dzũng sinh chán nản và chìm vào men rượu. Cùng quẫn, anh theo Phương "ghiền" đi choác, suốt ngày nằm thừ ở tiệm hút hoặc phòng trà, tưởng không còn lối thoát nữa. Nhưng bên anh luôn có cô bé Loan lẵng nhẵng bám theo để cứu anh khỏi sa lầy thêm.
Ít lâu sau, Linh biết mình mang thai, đành thú thật với mẹ. Nhưng do sự thiếu quyết đoán của mẹ và thói gia trưởng của ba, Linh đành nhờ Phương dẫn đi phá thai, may sao Ngọc cứu kịp. Anh đưa cô về nhà tạ tội với ba mẹ người yêu. Trước sự khẳng khái của Ngọc, ông bà phải chấp thuận cho đôi trẻ cưới nhau.
Trong cơn bi phẫn, Dzũng định lao ra biển tự tử theo Phương "ghiền", nhưng Loan chạy theo đánh thức nhân tính trong anh. Dzũng bừng tỉnh và hiểu rằng Loan mới đích thực là người mình yêu.

### Nhân vật
- Linh (Yến Thu): Một thiếu nữ đôi phần ngây thơ, sống trong phú quý từ nhỏ. Ba Linh (Đoàn Châu Mậu) thuộc dòng trâm anh thế phiệt nhiều đời ở Hà Đông, sau phất lên làm phú thương tại Sài Gòn, mà Linh coi ông là "hạng giàu mới".
- Dzũng (Duy Phúc): Con nhà khá giả, thủ lĩnh ban nhạc giựt, rất chịu chơi nhưng cũng vô cùng liều lĩnh.
- Ngọc (Trường Duy): Học sinh trường kĩ nghệ thực hành Phú Thọ, có tài phát minh, bản tính hiền lành, nhưng gia cảnh không khấm khá gì.
- Phương "ghiền" (Thy Phương): Sinh nhai nhờ mại dâm, nghiện rượu và ma túy rất nặng, nhìn đời bằng ánh mắt nghi hoặc và chán chường. Tuy nhiên, Phương dù quá quen với tủi nhục nhưng không dốc lòng hại ai bao giờ.

### Diễn thoại
- Cấm cung mãi thì bao giờ mới kiếm được người ý hợp tâm đầu ?
- Cô bạn học cùng lớp nói anh gạo cội lắm phải hông ? / Hôm thứ Bảy cổ mời tôi đi bum không được cho nên cổ phịa ra chuyện gạo cội.
- Không hẳn tôi thích nhạc Anh nhạc Mĩ, mà tôi thích vài bài thấm thía hợp với tâm hồn mình.
- Tôi rất đồng ý ở chỗ làm lời Việt cho những bản nhạc ngoại quốc, vì dưới hình thức đó nhiều bản nhạc ngoại quốc sẽ được phổ biến sâu rộng hơn / Anh đã nghe nhạc Trịnh Công Sơn với lời Nhật chưa ? / Dạ rồi, rất lạ tai và khá lôi cuốn.
- Ba tao mới la tao một hôm đó, ổng không cho tao giật nhạc nữa.
- Thằng Dzũng đi phi với con Phương rồi, tụi bay tìm cách gỡ cho nó đi, không thì nó sẽ chết chìm như con ấy. [...] Chắc chắn là gò Võ Tánh, hẻm Phở Xe Tăng đó.
- Tao tội nghiệp cho nó quá. Thất tình rồi, đờn hớt nổi rồi, bây giờ chèng ta bèn đi học thổi kèn Ấn Độ.
- Nói thiệt, thấy mày đi dí con Phương, tụi tao biết tẩy nó liền. Nó rủ mày đi đâu tụi tao biết ngay, không ô thì cũng choác.
- Con nhỏ này mới bụi đời tối hôm qua hả ? Uổng quá, phải tao biết sớm thì tao tổ chức đêm không ngủ theo kiểu La Mã rồi.
- Nghèo, thiếu thốn đủ thứ, nhưng tư cách còn hơn mấy ông nhà giàu mới ưa phách lối, khinh người.
- Ông nội mày ngày xưa giàu có, ai cũng biết tiếng ở ngoài Bắc cả. Còn ông cố mày thì làm đến tổng đốc tỉnh Hà Đông. Ông sơ mày thì tao không biết giàu đến cỡ nào, nhưng mà tao dám quả quyết với mày rằng, tao không phải thuộc hạng giàu mới, tao giàu sẵn. Tao làm ăn gặp thời nên giàu thêm, chứ mày đừng nghe ai xúi bậy rồi tưởng tao thuộc về hạng giàu mới.
- Để ý mấy lúc rày đi đâu cũng thấy em, em cố tình đi theo anh phải không ? / Loan muốn nói với anh một chuyện. Anh khổ sở lắm phải không, khổ vì Linh cho anh rơi.

## Kĩ thuật
Phim được thực hiện tại Sài Gòn, Vũng Tàu và Đà Lạt năm 1974.

### Sản xuất
- Kí chú viên: Kim Hoa
- Dựng ảnh: Hoàng Dũng
- Hòa âm: Tô Minh Đức, Hoàng Minh
- Hóa trang: Mỹ Hằng
- Y phục: Nhà may Thiết Lập (nữ), Nhà may Hoàng (nam)
- Ráp nối: Ngô Thị Trường
- Cơ điện: Huỳnh Ngọc Lý
- Ca khúc: Đêm dài (Elvis Phương và ban Phượng Hoàng), Cát bụi (Trường Kỳ và hợp ca), Tình ca hồng (Thanh Lan), Bước tình hồng (Thanh Lan, Minh Phúc)

### Diễn xuất
- Yến Thu... Linh
- Duy Phúc... Dzũng
- Trường Duy... Ngọc
- Thanh Mai... Loan
- Lan Phương... Mẹ Linh
- Đoàn Châu Mậu... Ba Linh
- Túy Hoa... Bà mụ Tám
- Tùng Lâm... Vũ
- Thy Phương... Phương "ghiền"
- Trường Kỳ... Đàn anh bụi đời
- Hélène Havaro... Hélène
- Huy Phước... Gã say
- Lan Chi... Em Linh
- Vân Trung... Nhạc sĩ
- Quang Hải... Nhạc sĩ
- Lệ Hoa... Vũ nữ

## Hậu trường
Đề án điện ảnh Tuổi dại được thành lập dựa trên những am hiểu về sinh hoạt giới trẻ thành thị Sài Gòn đầu thập niên 1970 của bộ đôi Trường Kỳ – Nam Lộc, do nhà chế tác Thái Thúc Nha soạn kịch và con trai ông là Thái Thúc Hoàng Điệp đạo diễn, nằm trong quyết sách chấn hưng điện ảnh quốc nội do Hội điện ảnh Việt Nam khởi xướng từ năm 1971 mà ông Thái Thúc Nha là tổng trưởng. Phim được thực hiện xong năm 1974, dự định phát hành mùa hè năm 1975 nhưng do sự kiện 30 tháng 04 nên chỉ được công chúng biết qua đoạn phim quảng cáo và các mẩu vắn tin trên báo. Tuy nhiên, xuất phẩm điện ảnh này vẫn được báo giới đương thời ca tụng là một trong những cuốn phim tiêu biểu về phong trào nhạc trẻ và tâm lý thanh thiếu niên.
Cuộn băng gốc Tuổi dại được gia đình Thái Thúc đem sang Mỹ năm 1975 và bắt đầu công chiếu màn ảnh đại vĩ tuyến trong cộng đồng hải ngoại từ thập niên 1980 tới nay. Đến năm 2020, phim được đem đi phục chế âm thanh Dolby Digital và phát hành rộng rãi trên YouTube, gây hứng thú cho giới trẻ say mê tìm hiểu văn nghệ Việt Nam Cộng hòa.
Tuổi dại hầu như là phim Việt Nam tiên phong đề cập những tệ nạn trong giới trẻ mà thường bị các nhà giáo dục lảng tránh: Cô đơn lạc loài, say rượu, chích ma túy, tự tử, tình dục trước hôn nhân, phá thai phi pháp...
Bộ phim là cuốn tư liệu quý về một phần không khí Đại hội Nhạc trẻ, lối sống giới trẻ đô thị thời chiến, hẻm Phở Xe Tăng, phòng trà Khánh Ly, công viên Tao Đàn, chùa Nam Thiên Nhất Trụ, bãi tắm Vũng Tàu, Thư viện Quốc gia Sài Gòn... đồng thời lưu giữ lối nói thời thượng của giới trẻ một giai đoạn lịch sử.
| “                         | Có lứa tuổi mà người ta hành-động không đắn-đo suy-tính, bất kể đến hậu-quả đen-tối của một sự liều-lĩnh có thể đưa con người xuống vực thẳm không tài nào thoát-khỏi. Lứa tuổi ấy là Tuổi-Dại. Tuổi Dại – một đề-tài hiện-đại được đưa lên màn ảnh một cách thật-thà chu-đáo, trọn-vẹn sâu-sắc. Tuổi Dại – một phim có chủ-đề độc-đáo chưa hề thực-hiện từ trước đến nay, do một nhóm trẻ thực-hiện, dưới sự đóng góp tích-cực của Nam-Lộc Trường-Kỳ – những người đang sống và đã sống gần nhất với giới trẻ ngày nay. Tuổi Dại – một Woodstock thu-hẹp. Tuổi Dại – một Love Story kiểu Việt-nam. Tuổi Dại – một Roméo-Juliette thời-đại. Tuổi Dại là tuổi cô-đơn lạc-loài, Tuổi Dại là tuổi hung-hăng vô lối, Tuổi Dại là tuổi buồn vô cớ, Tuổi Dại là tuổi vui điên-loạn. Với một thành-phần diễn-viên mới nhất từ trước đến nay: Yến-Thu, Thanh-Mai, Duy-Phúc, Trường-Duy. Song-song với những tài-tử danh-tiếng: Đoàn-châu-Mậu, Túy-Hoa, Tùng-Lâm, Thy-Phương. Tuổi Dại – màu Eastmancolor, màn ảnh đại vĩ-tuyến Vinascope. Tuổi Dại – với sáu ban nhạc trẻ trứ-danh, với mười diễn-viên chánh và năm-mươi diễn-viên phụ góp mặt lúc quay. Tuổi Dại – một phim tốn-kém thực-hiện theo tiêu-chuẩn quốc-tế. Tuổi Dại – phim của những người đang và sắp-sửa gánh nặng cuộc đời. Tuổi Dại – một phim mà giới trẻ phải đi xem để thấy một phần hồn một phần xác của mình trong phim. Sắp chiếu nay-mai trên màn ảnh nầy. | ” |
| — Phim quảng cáo năm 1975 | |   |

### Tư liệu
- Một thời tưng bừng Đại hội Nhạc trẻ
- Phỏng vấn Nam Lộc về phong trào Nhạc Trẻ 1 2 3
- Hình xưa Nhạc Trẻ 1 2
- Bệ phóng học đường và phong trào Nhạc Trẻ
- Đại hội Nhạc trẻ ngày 29 tháng 01 năm 1971
- Trường Kỳ – Rong chơi cuối trời quên lãng
- Ống Loa là ống gì ?